# John Rutsey
John Howard Rutsey (23 de julio de 1953-Toronto, Ontario; 11 de mayo de 2008) fue un músico canadiense, conocido por haber sido baterista de la banda de rock progresivo Rush.

## Biografía
Siendo el único exmiembro oficial que ha tenido Rush, fue, junto a Alex Lifeson, cofundador de la banda y trabajó con ésta desde el año de 1968 hasta 1974, grabando en estudio dos sencillos promocionales ("You Can Fight It" y "Not Fade Away", una versión cover de Buddy Holly), además del álbum debut (titulado Rush). 
La grabación del álbum y su posterior éxito obligaron a la banda a salir de gira para promocionarse musicalmente en Estados Unidos. Sin embargo, un mes antes de comenzar la gira, Rutsey decidió dejar la banda debido a problemas de salud (padecía diabetes) que pudo haber ocasionado posibles inconvenientes a la banda durante la gira, lo cual afectó a los miembros de la banda. Finalmente, Rush consiguió un nuevo baterista, Neil Peart, y desde ese año (1974), la integración de la banda no ha cambiado.
Rutsey se retiró a una vida más privada y siguió viviendo en Toronto, donde falleció el 11 de mayo de 2008, como consecuencia de un ataque al corazón, relacionado con la diabetes que padecía desde su juventud.